# St. Stephan (Haselbach)

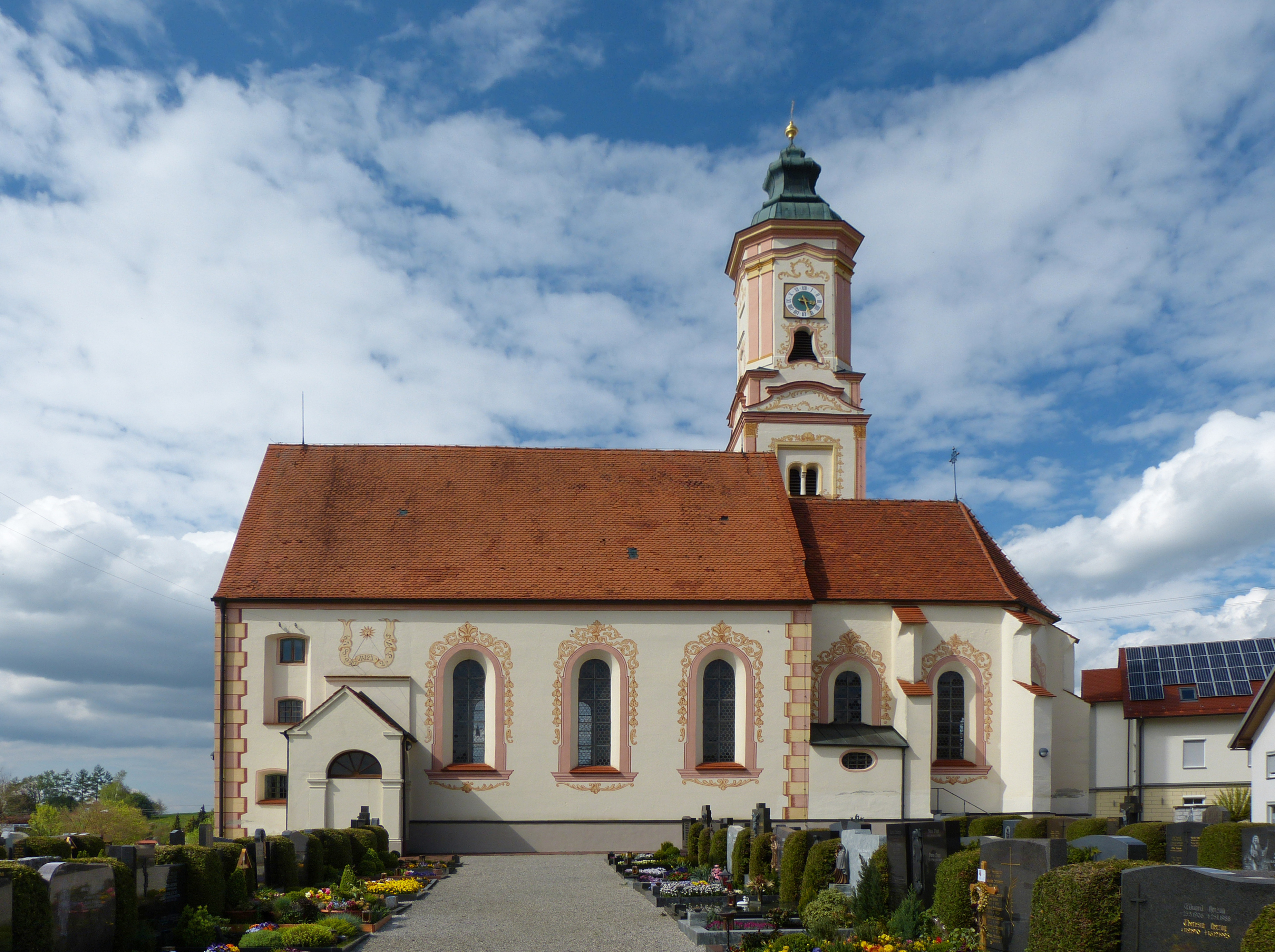
St. Stephan in Haselbach

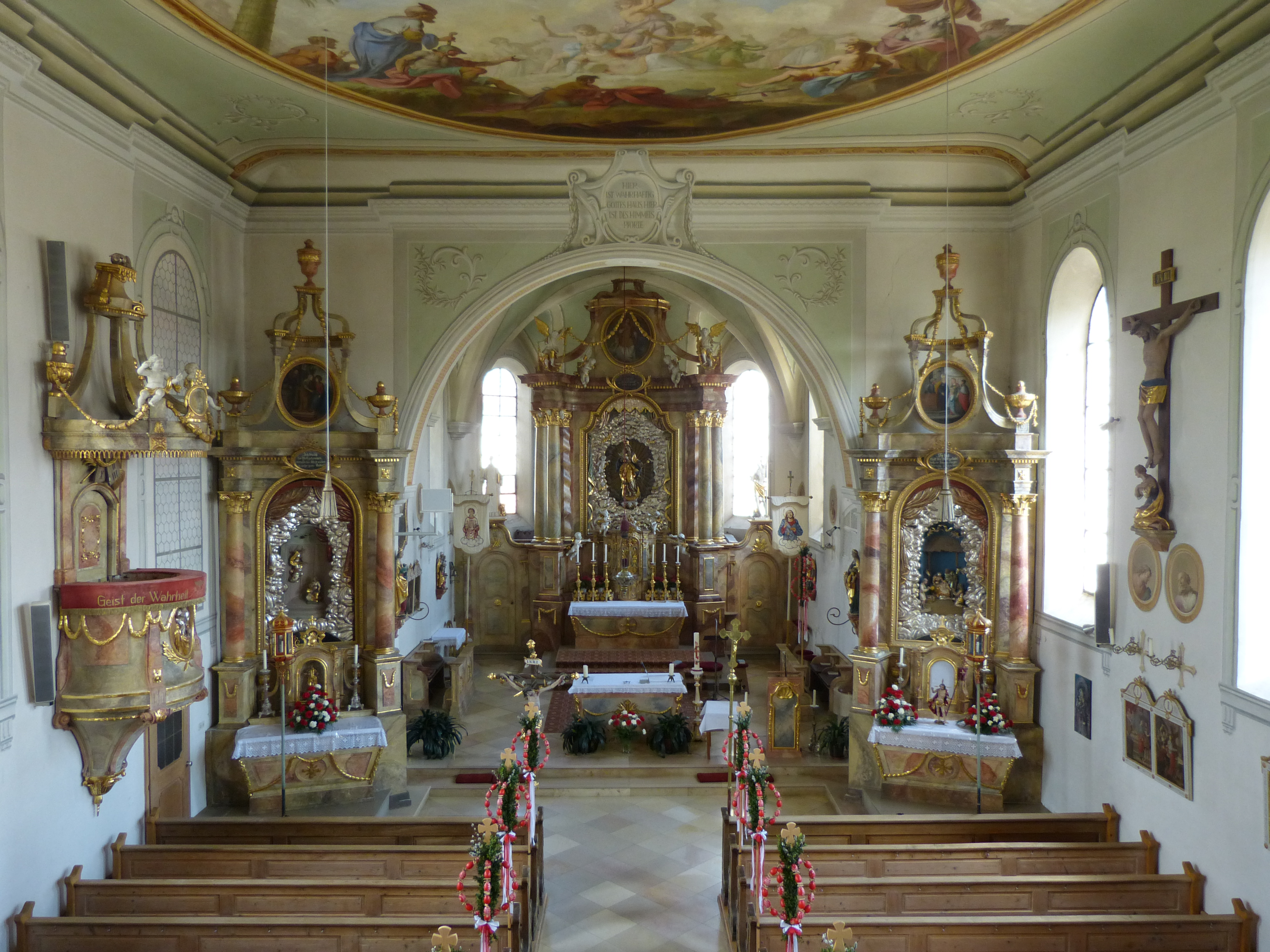
Innenraum

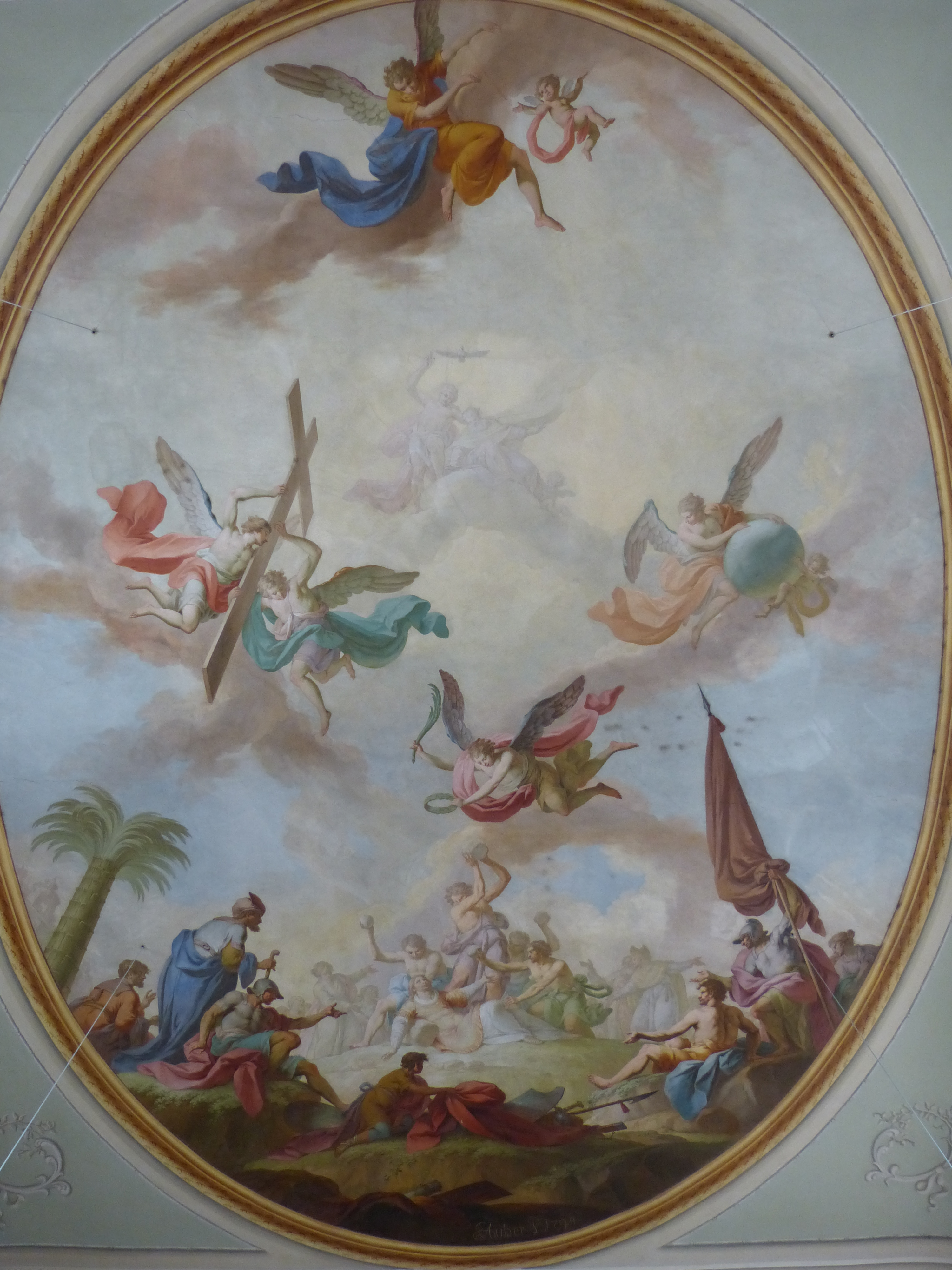
Deckengemälde: Steinigung des Stephanus, am Rand signiert und datiert

Die römisch-katholische Pfarrkirche St. Stephan steht in Haselbach, einem Gemeindeteil von Eppishausen im schwäbischen Landkreis Unterallgäu in Bayern. Das Bauwerk ist in der Liste der Baudenkmäler in Eppishausen als Baudenkmal unter der Nr. D-7-78-134-7 eingetragen. Die Kirchengemeinde gehört zum Dekanat Mindelheim des Bistums Augsburg.

## Beschreibung
Die im Kern spätgotische Saalkirche wurde um 1460/70 erbaut und 1794 nach einem Entwurf des Maurermeisters  Anton Meßnang aus Kirchheim in Schwaben klassizistisch umgebaut. Sie besteht aus einem Langhaus, einem eingezogenen, dreiseitig geschlossenen, von Strebepfeilern gestützten Chor und einem Chorflankenturm an der Nordwand des Chors, dessen quadratische Untergeschosse 1757 durch den Baumeister Johann Kaspar Radmiller aus Thannhausen aufgestockt und dessen achteckiges Obergeschoss, das die Turmuhr beherbergt, mit einer geschweiften Haube bedeckt wurde. Der Innenraum des Langhauses ist mit einer Flachdecke überspannt, der des Chors mit einem Stichkappengewölbe. Der Stuck aus dem frühen 18. Jahrhundert ist nur hinter dem Hochaltar erhalten. Die Fresken hat 1794 Johann Joseph Anton Huber gestaltet. Der 1711 von Johann Bergmüller gebaute Hochaltar wurde 1818 klassizistisch verändert. Im Altarauszug ist der heilige Stephanus dargestellt. Im Langhaus befindet sich eine Kopie des Gnadenbildes der Jungfrau von Candelaria. Die Kreuzwegstationen werden Joseph Kober zugeschrieben.